# Cagiva 1000 Raptor
La 1 000 Raptor est un modèle de motocyclette de la marque italienne Cagiva.
La 1 000 Raptor est commercialisée en 2000, en même temps que la petite sœur de 650 cm³. Cette nouvelle machine peut être considérée comme l'essai de Cagiva de se relancer sur la gamme des roadsters après la perte de la 900 Mostro.
Le designer de la Raptor est Miguel Angel Galuzzi, également créateur de la Mostro. 
Plutôt que de créer un nouveau moteur, Cagiva décide de motoriser sa nouvelle machine avec un cœur d'origine Suzuki. Ce moteur, un bicylindre en V ouvert à 90° de 996 cm³ équipe les Suzuki 1000 TLS et TLR. Il est annoncé pour 105 chevaux à 8 500 tr/min et un peu moins de 10 mkg.
Le cadre est un treillis tubulaire.
Le freinage est signé Brembo. Il est assuré, à l'avant par deux disques de 298 mm de diamètre, pincés par des étriers à quatre pistons, et à l'arrière par un unique disque de 220 mm de diamètre, pincé par un étrier double piston.
Parallèlement, Cagiva présente la 1 000 V-Raptor, déclinaison équipée d'un carénage tête de fourche dont les montants finissent sur le haut du réservoir. Si la capacité à voyager dans un peu plus de confort n'est que très légèrement améliorée, le poids est en hausse de 5 kg. Elle gagne un silencieux d'échappement recouvert de fibre de carbone et d'un guidon surbaissé.

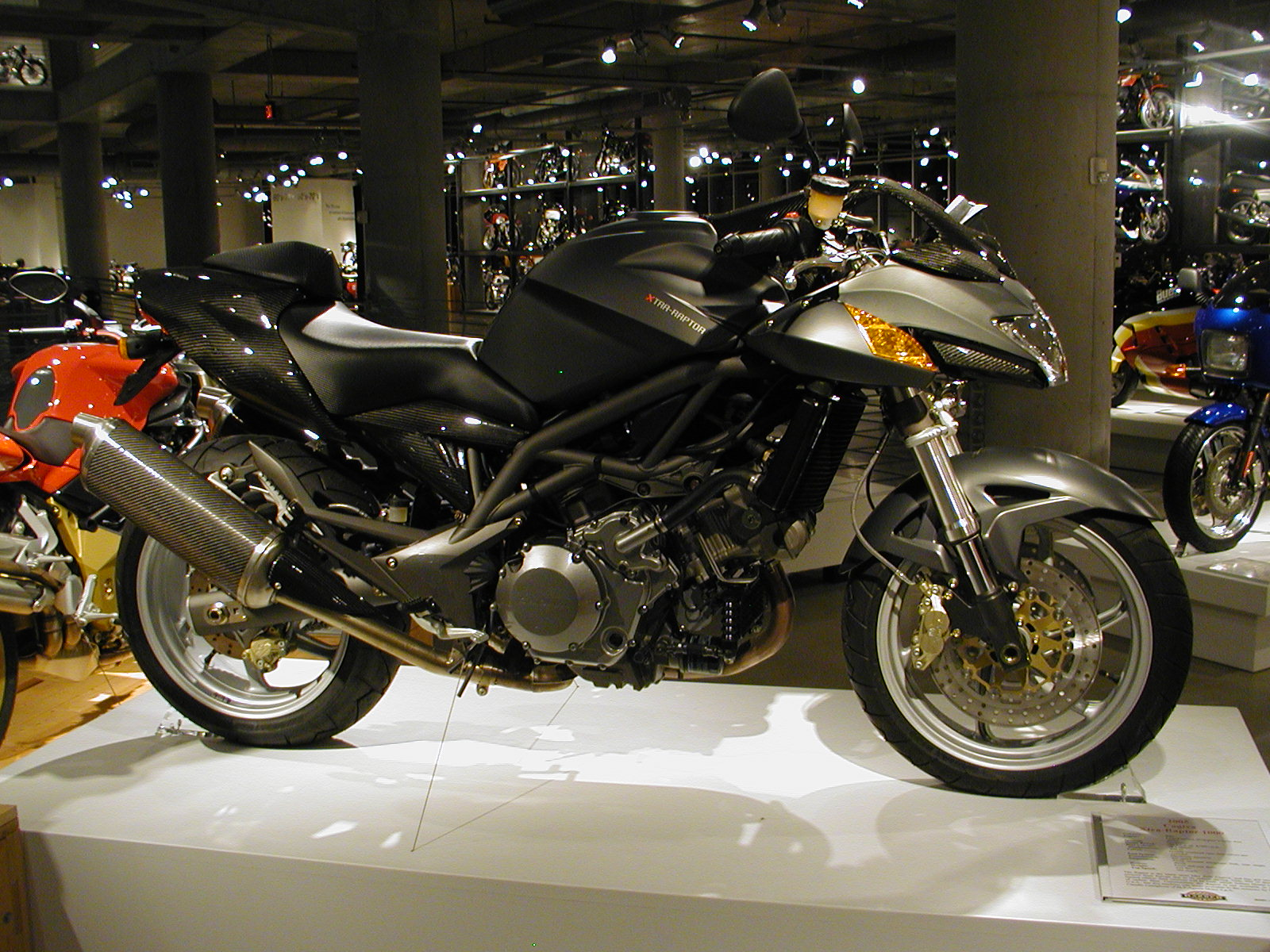
X-tra Raptor

En 2002, une version haut de gamme limitée à 1 000 exemplaires de la V-Raptor voit le jour : la X-tra Raptor. disponible uniquement en noir mat, elle se pare d'un habillage en fibre de carbone.
La fourche inversée et l'amortisseur arrière sont choisis dans le catalogue Öhlins.
Une petite plaque numérotée prend place sur les pontets du guidon.
Les rétroviseurs sont remplacés pour des modèles plus petits.
Un prototype est présenté en septembre 2003, la X3 Raptor. Sur une base de X-tra Raptor, la firme italienne a greffé un ensemble de suspensions Öhlins, permettant de faire varier l'assiette de la moto, des disques de frein avant et arrière de, respectivement 320 et 300 mm de diamètre, une selle monoplace, de prises d'air forcées qui passent par les montants du carénage tête de fourche, de silencieux Cagiva.  
Les millésimes 2005 de la Raptor et la V-Raptor présentent une légère évolution esthétique.